# Raymunida cagnetei
Raymunida cagnetei is een tienpotigensoort uit de familie van de Munididae. De wetenschappelijke naam van de soort is voor het eerst geldig gepubliceerd in 2000 door Macpherson & Machordom.